# 4202-es mellékút (Magyarország)
A 4202-es számú mellékút egy közel 30 kilométer hosszú, négy számjegyű országos közút Jász-Nagykun-Szolnok vármegye területén, Kisújszállást köti össze Túrkevén keresztül Mezőtúrral.

## Nyomvonala
Kisújszállás központjában ágazik ki a 4201-es útból, annak 6,200-as kilométerszelvényénél, dél felé, Kossuth Lajos utca néven. A város déli részén két, közel 90 fokos irányváltása van, de ezek ellenére nagyjából déli irányban hagyja el a belterületet, 1,8 kilométer után. A város külterületén is van néhány kisebb irányváltása, de a településhatárt is lényegében délnek haladva szeli át, a 7,250-es kilométerszelvénye táján.
Túrkeve területén folytatódik, a város északi szélét a 12. kilométerénél éri el, ott a neve Kisújszállási utca, majd egy szakaszon Kabai utca. 13,3 kilométer után, csekély eltéréssel két elágazása is következik: előbb a 42 102-es számú mellékút ágazik ki belőle délkelet felé, a város lakott délkeleti külterületei irányába, majd a 4203-as út torkollik bele Kétpó-Kuncsorba térsége felől. Innen egy darabig a Póhamarai utca, majd az Új utca nevet viseli, a városközpont nyugati szélén húzódva, itt már inkább délnyugati irányt követve. 14,5 kilométer után lép ki a városból; a 20. kilométerénél áthalad Pusztatúrpásztó külterületi városrész házai között, de 24,1 kilométer után végleg elhagyja Túrkevét.
Mezőtúr külterületei között folytatódik, ismét többé-kevésbé a déli irányt követve. 26,7 kilométer után kiágazik belőle a városközpont északi elkerülő útja, majd, még a 27. kilométere előtt eléri a lakott terület északi szélét, ahol a Túrkevei út nevet veszi fel. 27,6 kilométer után szintben keresztezi a Szolnok–Békéscsaba–Lőkösháza-vasútvonal vágányait, Mezőtúr vasútállomás térségének keleti szélénél, majd Kossuth Lajos utca lesz a neve. Így ér véget, beletorkollva a 46-os főútba, annak a 28,900-as kilométerszelvénye közelében.
Teljes hossza, az országos közutak térképes nyilvántartását szolgáló kira.gov.hu adatbázisa szerint 28,907 kilométer.

## Települések az út mentén
- Kisújszállás
- Túrkeve
- Mezőtúr

## Története
1934-ben a kereskedelem- és közlekedésügyi miniszter 70 846/1934. számú rendelete a teljes mai szakaszát harmadrendű főúttá nyilvánította, a Kisújszállás-Szarvas közti 412-es főút részeként.
Egy dátum nélküli, feltehetőleg 1949 körül készült térkép harmadrendű főútként tünteti fel, 412-es útszámozással